# خیالی نیست
«خیالی نیست» نام یک آلبوم موسیقی اثر شادمهر عقیلی، هنرمند ایرانی است که در سبک پاپ تهیه و در فروردین ماه سال ۱۳۸۱ منتشر شده است. آلبوم خیالی نیست اولین آلبوم رسمی شادمهر عقیلی پس از مهاجرتش از ایران به کانادا می‌باشد.

## آلبوم خیالی نیست و حواشی آن
- شادمهر عقیلی در سال ۱۳۸۰ و پیش از اکران فیلم شب برهنه ایران را ترک کرد و به کانادا اقامت گزید و در آنجا با کمپانی نوامدیا قرارداد انحصاری بست قبل از پخش رسمی این آلبوم، تعدادی از آهنگ‌هایی که شادمهر عقیلی در ایران ساخته بود (ترک‌هایی مثل زمستون و..) و قصد انتشار آن‌ها را نداشت به همراه تراک هایی «خیالی نیست» و «ژینا» که قبلاً به صورت تک آهنگ و ویدئو موزیک پخش شده بودند به عنوان آلبوم جدید شادمهر در ایران به صورت غیررسمی پخش شد. یک ماه بعد از این ماجرا و در ایام عید نوروز ۱۳۸۱ آلبوم او به‌طور رسمی و با نام خیالی نیست پخش شد. بعد از منتشر شدن این آلبوم و به دلیل وجود نداشتن سه آهنگ: باور، می‌خوام برم، فال قهوه در آلبومی که یک ماه قبل در ایران پخش شده بود بار دیگر آلبوم او این بار با این سه آهنگ جدید و با نام فال قهوه در ایران به فروش می‌رسید.

- خیالی نیست و ژینا با تنظیم‌هایی از شادمهر عقیلی در کنار تعدادی کارهای از سیاوش قمیشی با تنظیم‌های اروین خاچیکیان در واقع جز اولین تنظیم‌های الکترونیک(ترنس) واقعی ایران محسوب می‌شوند و موفقیت این آهنگ‌ها باعث تغییر بزرگی در موسیقی پاپ فارسی در دههٔ ۸۰ خورشیدی شد و تنظیم‌کننده‌های بسیاری تحت تأثیر این کارهای مدرن شروع به تنظیم‌های تکنو، ترنس و.. مدرن در داخل ایران کردند.

- ترانه «خیالی نیست» جز اولین و تأثیرگذارترین ترانه‌های واسوخت در ایران بود که موج بزرگی از ترانه‌های این چنینی را در مقطعی در موسیقی ایران پدید آورد.

- شاهکار بینش‌پژوه ترانه‌سرای قطعهٔ "خیالی نیست" در رابطه با ساخته شدن این کار در مصاحبه با تلویزیون فارسی بی‌بی‌سی گفت: "شادمهر وقتی ایران بود ما خیلی با هم دوست بودیم و اون اساساً تکه کلامش این بود که " خیالی نیست … " هر اتفاقی که می‌افتاد یا هر بلایی سرش می‌آوردن در واقع می‌گفت " خیالی نیست " … بعد این " خیالی نیست " مونده بود توی ذهن من و اون رو به صورت شعر درآوردم." همچنین شاهکار بینش پژوه در جای دیگری از همین مصاحبه مدعی شد که شادمهر ترانهٔ "باور" در همین آلبوم را بدون اجازه او اجرا کرده‌است.[۳]

- سال‌ها بعد ویدئویی در شخصی منتشر از شادمهر عقیلی در شبی که ایران را برای همیشه به مقصد کانادا ترک کرد لو رفت که در این ویدئو شادمهر «خیالی نیست» را با یک ملودی دیگر در حضور تعدادی از دوستانش با گیتار می‌زند و می‌خواند.[۴]

- ورژن دیگری از قطعه «می خوام برم» با ملودی و تنظیمی متفاوت چند ماه قبل از انتشار آلبوم رسمی خیالی نیست در آلبوم غیررسمی آدم و حوا لو رفته بود.

## تیم تولید آلبوم
آهنگسازان: شادمهر عقیلی / سروش طهماسبی
تنظیم‌کننده: شادمهر عقیلی
ترانه سرایان: شاهکار بینش‌پژوه / نیلوفر لاری‌پور / فرید احمدی / پاکسیما زکی‌پور / صمد وفایی / آزیتا قاسمی
نوازندگان:
ویلن/گیتار/کیبورد/سینث‌سایزر: شادمهر عقیلی
اپراتور: سروش طهماسبی
عکس و طرح روی جلد: یوسف. ش

## فهرست آهنگ‌ها
| ردیف | نام ترانه            | ترانه‌سرا        | آهنگساز                  | تنظیم‌کننده   | مدّت  |
| ---- | -------------------- | --------------- | ------------------------ | ------------ | ---- |
| ۱    | خیالی نیست           | شاهکار بینش‌پژوه | شادمهر عقیلی             | شادمهر عقیلی | ۴:۰۳ |
| ۲    | ژینا                 | صمد وفایی       | حامد هاکان               | شادمهر عقیلی | ۶:۳۵ |
| ۳    | می خوام برم          | فرید احمدی      | شادمهر عقیلی             | شادمهر عقیلی | ۴:۱۰ |
| ۴    | باور                 | شاهکار بینش‌پژوه | برگرفته از موسیقی یونانی | شادمهر عقیلی | ۳:۱۰ |
| ۵    | فال قهوه             | نیلوفر لاری‌پور  | شادمهر عقیلی             | شادمهر عقیلی | ۴:۳۹ |
| ۶    | چشمای عاشق           | آزیتا قاسمی     | شادمهر عقیلی             | شادمهر عقیلی | ۴:۰۰ |
| ۷    | بگو از کجا           | پاکسیما زکی‌پور  | شادمهر عقیلی             | شادمهر عقیلی | ۳:۰۰ |
| ۸    | خیالی نیست (بی کلام) | -               | شادمهر عقیلی             | شادمهر عقیلی | ۴:۰۱ |